# Escut de Castelldans

Escut oficial de Castelldans

L'escut oficial de Castelldans té el següent blasonament:
Escut caironat: d'atzur, un castell d'or obert acompanyat de 4 espigues de civada d'argent al cap, als flancs i a la punta. Per timbre una corona mural de poble.
Va ser aprovat el 30 d'agost de 2000 i publicat en el DOGC el 19 de setembre del mateix any amb el número 3228.
El castell és un senyal parlant referent al nom del poble. Les espigues de civada són un senyal tradicional de l'escut de Castelldans, i fan referència a l'agricultura, l'activitat principal de la localitat.

## Bandera
La bandera oficial de Castelldans té la següent descripció:
Bandera apaïsada, de proporcions dos d'alt per tres de llarg, de color blau clar, amb el segon terç vertical groc i un pal blanc, de gruix 1/18 de la llargària del drap, al centre dels terços primer i tercer.
Va ser aprovada el 16 de novembre de 2001 i publicada en el DOGC el 5 de desembre del mateix any amb el número 3528. Està basada en l'escut de la localitat.